# 云秀梅
云秀梅（1949年2月—），女，蒙古族，内蒙古土默特左旗人，中华人民共和国政治人物，曾任内蒙古自治区人大常委会副主任、自治区总工会主席，第十一届全国人民代表大会内蒙古地区代表。

## 生平
毕业于中央党校函授经济管理专业。2008年当选第十一届全国人大代表。2008年10月17日，中国工会十五大在北京开幕，她当选主席团委员。